# Аеродром Берлин-Бранденбург
Аеродром Берлин-Бранденбург Вили Брант“ је главни међународни аеродром Берлина, смештен 18 km југоисточно од средишта  града, иако је просторно смештен у покрајини Бранденбург која окружује главни град Немачке. Ово је најновија ваздушна лука Берлина, отворена 31. октобра 2020. године гашењем некада највећег Тегела. Мањи Аеродром Берлин-Шенефелд је остављен за нискотарфне и чартер летове, 
И поред тога што је аеродром скоро отворен, он је већ 2022. године био је трећа по значају ваздушна лука у Немачкој, одмах после аеродрома у Франкфурту и Минхену. Те године је кроз аеродром прошло скоро 20 милиона путника. 
Аеродром је авио-чвориште за четири авиопревозника: „Изиџет”, „Јуровингс”,  „Рајанер” и „Сундер”.

## Историја
Први планови за нови и средишњи аеродром Берлина јавили су одмах после уједињења 1989. године. Ипак, изградња Аеродрома Берлин-Бранденбург започета је 2006. године, са планом да он отвори 2011. године. Међутим, градња је трајала 14 година и била је много скупља од планираних трошкова, што је довело до много скандала и афера. 